# Josiah Child

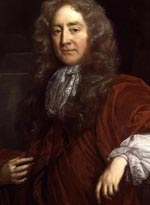
Sir Josiah Child.

Josiah Child, 1:e baronet, född 1630 i London, död den 22 juni 1699, var en engelsk köpman och ekonomisk författare. 
Han samlade tidigt en stor förmögenhet och blev 1674 direktör i engelska ostindiska kompaniet, en ställning som han med ett års avbrott behöll ända till sin död. Han var under fyra år kompaniets guvernör och ifrån 1681 dess verklige, vanligen nästan enväldige ledare. I England hävdade han denna ställning först genom att störta och förfölja sina motståndare inom kompaniets styrelse och därefter genom att med alla medel, främst en enastående korruption, vinna hovets och parlamentets stöd mot personer, som försökte komma åt kompaniets handelsmonopol. Upprepade gånger lyckades han på så sätt stoppa planerna på privilegier åt ett tävlande ostindiskt kompani, även sedan han genom revolutionen 1688 mist sitt främsta stöd, nämligen Stuartarna. Först 1698 kom "det nya kompaniet" till stånd. 
I Indien hade Child ett starkt stöd i sin namne (men troligen ej släkting), sir John Child. Han var liksom denne en djärv och klarsynt statsman, som emellertid inte skydde några medel för att nå sina mål. Hans skrift New discourse of trade (förmodligen författad 1665, upplagor med olika titlar bland annat 1668 och 1690) hör till den engelska merkantilismens bästa och inflytelserikaste arbeten. Child framhåller där framför allt behovet av låg ränta (4% i stället för 6% såsom lagligen fastställt räntemaximum) som förutsättning för näringslivets uppblomstring och framställer de engelska navigationsakterna som mer tillkomna i försvarets än i handelns intresse.